# 死産
死産（しざん、英: Stillbirth/Fetal death）は、胎児が子宮外での生活能力を獲得する時期に死亡し、その状態で母体から娩出される場合を示す。分娩直前あるいは分娩中において胎児が死亡した場合も死産に含まれる。

## 医学的な定義
日本産科婦人科学会の定義では「妊娠22週以降の妊娠中絶による死亡胎児の出産」と定義されている。ここでいう「妊娠中絶」は人工妊娠中絶に限らない（当該項目参照）。
胎児が子宮外での生活能力を獲得し、早産しても生存可能とされる区切りの時期が22週であり（新生児医療技術の進歩にもかかわらず、22週未満での児の生存はこれまで報告されていない）、それ以前の妊娠中絶は「流産」と呼んで区別される。

## 法令上の定義と死産届
昭和21年厚生省令第42号（死産の届出に関する規程）によって、死産であった場合は、死産証書に添えて死産の届出（死産届）が父母又は一定の範囲の関係者に対し義務付けられている。
なお、この場合の死産とは「妊娠12週以後の死児の出産」を指し、医学上の定義でいうところの後期流産（自然妊娠中絶および人工妊娠中絶）を含む。法令上、母の氏名の届出は必要だが、死産した胎児については戸籍に記載されることはないので命名を届け出る必要はない。
いったん母体外での生命反応がありながら分娩直後に死亡した場合は、死産届ではなく通常どおりの出生届と死亡届を同時に行うことになる。なお、日本では12週以前の死胎であっても勝手に処分することはできない。これらは胎盤（胞衣）や臍帯、手術に使われた綿やガーゼなど他の産汚物などとともに地方自治体が処分方法を条例で定めている。